# Onthophagus yubarinus
Onthophagus yubarinus es una especie de insecto del género Onthophagus, familia Scarabaeidae, orden Coleoptera.
Fue descrita científicamente por Matsumura en 1937.